# Stockholm Cup International
Stockholm Cup International är Sveriges största löpning förutom de klassiska löpningarna, med en total vinstsumma på över en miljon kronor. 1995 blev löpet det första i Sverige som fick gruppstatus i och med att den blev grupp 3. Löpningen har aldrig vunnits av någon svenskuppfödd häst sedan den fick gruppstatus.
2016 flyttades tävlingarna från Täby Galopp till Bro Park.

## Historia
Löpet reds ursprungligen som Ulriksdals största löp. Det reds första gången 1937, ursprungligen över distansen 1800 meter. Löpet blev senare känt som Stockholm-Löpning 1951. Prissumman i löpet höjdes avsevärt 1955, och distansen ändrades till 2400 meter. 1956 fick löpet namnet Stockholm Cup.
Löpet reds inte mellan 1960 och 1962, och flyttades till Täby Galopp 1963. Prissumman i löpet minskade då, men höjdes 1975. Ordet International lades till i loppets namn 1979.

## Segrare sedan 1994
| År   | Häst               | Ålder | Jockey             | Tränare                 | Tid    |
| ---- | ------------------ | ----- | ------------------ | ----------------------- | ------ |
| 1994 | Mr Eubanks         | 3     | Susanne Berneklint | Michael Kahn            | 2:28.7 |
| 1995 | Glide Path         | 6     | Jason Weaver       | John Hills              | 2:33.2 |
| 1996 | Kill the Crab      | 4     | Fredrik Johansson  | Wido Neuroth            | 2:27.0 |
| 1997 | Harbour Dues       | 4     | Ray Cochrane       | Lady Herries            | 2:35.4 |
| 1998 | Inchrory           | 5     | John McLaughlin    | Are Hyldmo              | 2:39.9 |
| 1999 | Albaran            | 6     | Janos Tandari      | Cathrine Erichsen       | 2:30.1 |
| 2000 | Valley Chapel      | 4     | Eddie Ahern        | Wido Neuroth            | 2:27.7 |
| 2001 | Valley Chapel      | 5     | Fredrik Johansson  | Wido Neuroth            | 2:40.3 |
| 2002 | Dano-Mast          | 6     | Frederick Sanchez  | Flemming Poulsen        | 2:27.7 |
| 2003 | Labirinto          | 5     | Frédéric Spanu     | Rod Collet              | 2:28.4 |
| 2004 | Collier Hill       | 6     | Dean McKeown       | Alan Swinbank           | 2:27.8 |
| 2005 | Farouge            | 4     | Fredrik Johansson  | Wido Neuroth            | 2:29.8 |
| 2006 | Collier Hill       | 8     | Dean McKeown       | Alan Swinbank           | 2:33.5 |
| 2007 | Appel au Maitre    | 3     | Fredrik Johansson  | Wido Neuroth            | 2:36.5 |
| 2008 | Appel au Maitre    | 4     | Fredrik Johansson  | Wido Neuroth            | 2:34.9 |
| 2009 | Touch of Hawk      | 3     | Lennart Hammer     | Wido Neuroth            | 2:31.9 |
| 2010 | Mores Wells        | 6     | Sebastien Maillot  | Richard Gibson          | 2:31,6 |
| 2011 | Bank of Burden     | 4     | Per-Anders Gråberg | Niels Petersen          | 2:31,5 |
| 2012 | Bank of Burden     | 5     | Per-Anders Gråberg | Niels Petersen          | 2:29,4 |
| 2013 | Without Fear       | 5     | Fredrik Johansson  | Niels Petersen          | 2:28,7 |
| 2014 | Bank of Burden     | 7     | Per-Anders Gråberg | Niels Petersen          | 2:28.5 |
| 2015 | Bank of Burden     | 8     | Per-Anders Gråberg | Niels Petersen          | 2:38,1 |
| 2016 | Quarterback8       | 4     | Carlos Lopez       | Rune Haugen             | 2:25,4 |
| 2017 | Dorcia             | 3     | Per-Anders Gråberg | Lennart Reuterskiöld Jr | 2:33,7 |
| 2018 | Thundering Blue    | 5     | Fran Berry         | David Menuisier         | 2:28,4 |
| 2019 | Square De Luynes   | 4     | Robert Havlin      | Niels Petersen          | 2:26,8 |
| 2020 | Square De Luynes   | 5     | Pat Cosgrave       | Niels Petersen          | 2:29,1 |
| 2021 | Square De Luynes   | 6     | Pat Cosgrave       | Niels Petersen          | 2:27,8 |
| 2022 | Hard One To Please | 3     | Pat Cosgrave       | Annike Bye Hansen       |        |